# Catarman (Northern Samar)
Catarman è una municipalità di seconda classe delle Filippine, capoluogo della Provincia di Northern Samar, nella regione di Visayas Orientale.
Catarman è formata da 55 baranggay:
- Acacia (Pob.)
- Aguinaldo
- Airport Village
- Bangkerohan
- Baybay
- Bocsol
- Cabayhan
- Cag-abaca
- Cal-igang
- Calachuchi (Pob.)
- Cawayan
- Cervantes
- Cularima
- Daganas
- Dalakit (Pob.)
- Doña Pulqueria (Himbang)
- Galutan
- Gebalagnan (Hibalagnan)
- Gebulwangan

- General Malvar
- Guba
- Hinatad
- Imelda (Elimbo)
- Ipil-ipil (Pob.)
- Jose Abad Santos (Pob.)
- Jose P. Rizal (Pob.)
- Kasoy (Pob.)
- Lapu-lapu (Pob.)
- Liberty
- Libjo (Binog)
- Mabini
- Mabolo (Pob.)
- Macagtas
- Mckinley
- Molave (Pob.)
- Narra (Pob.)
- New Rizal

- Old Rizal
- Paticua
- Polangi
- Quezon
- Salvacion
- Sampaguita (Pob.)
- San Julian
- San Pascual
- Santol (Pob.)
- Somoge
- Talisay (Pob.)
- Tinowaran
- Trangue
- UEP I
- UEP II
- UEP III
- Washington
- Yakal (Pob.)